# Renzo Pecco
Renzo Pecco (Como, 17 settembre 1900 – Como, 11 agosto 1975) è stato un chirurgo e canottiere italiano.
Fu allievo di Mario Donati che, a sua volta, era stato allievo di Antonio Carle. Diresse per oltre trent'anni il reparto chirurgico del vecchio Ospedale Sant'Anna di Como e fu docente presso la Regia Università degli Studi di Torino. Negli anni trenta fu il primo chirurgo al mondo ad aver correttamente visualizzato i reni e le vie urinarie umane per via radiologica. Nel 1937 venne insignito della carica di Cavaliere dell'Ordine Corona d'Italia, nel 1942 di Commendatore e nel 1964 di Grande Ufficiale dell'Ordine al Merito della Repubblica Italiana.

## Biografia

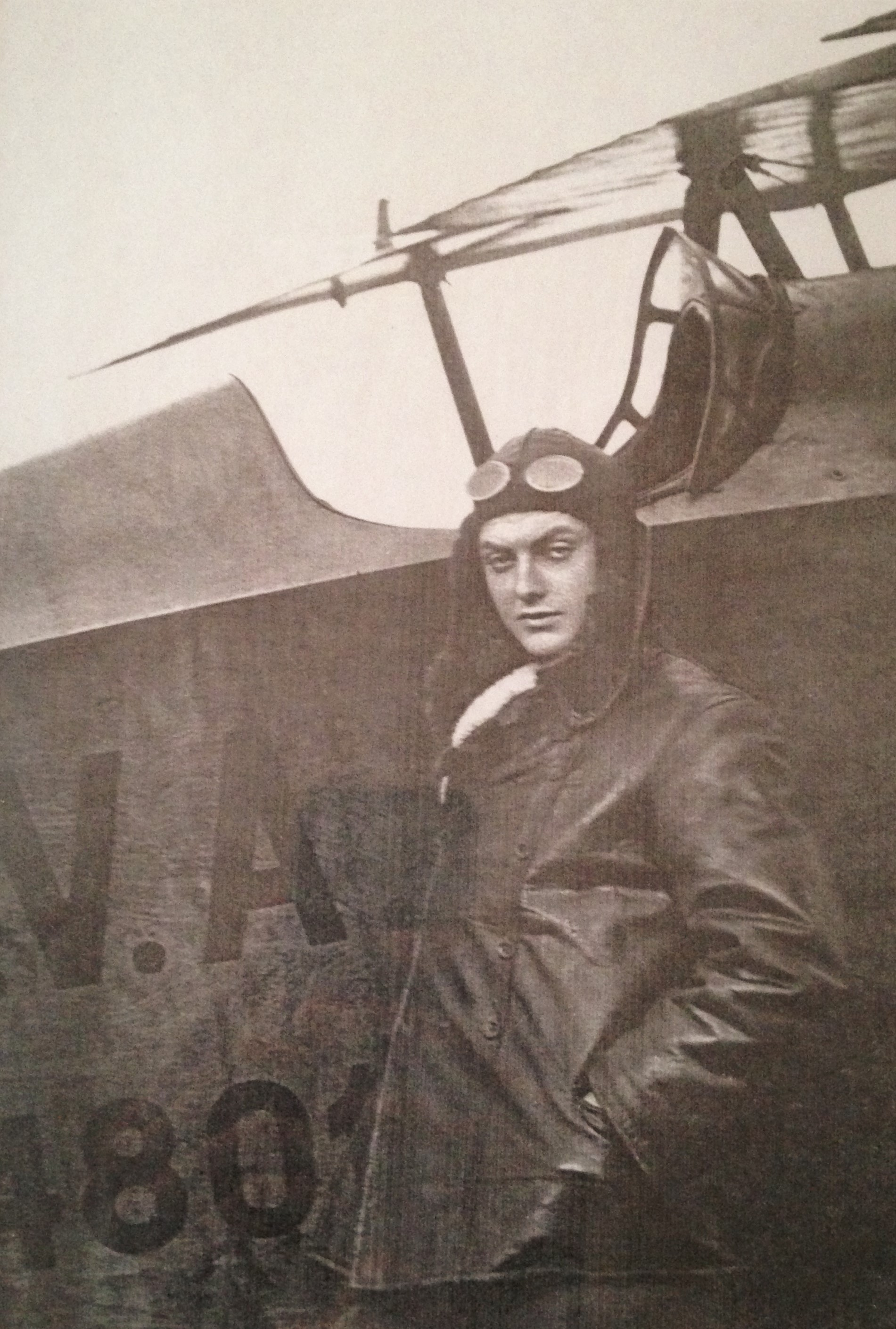
Renzo Pecco e il suo aeroplano Ansaldo S.V.A. durante la Prima guerra mondiale.

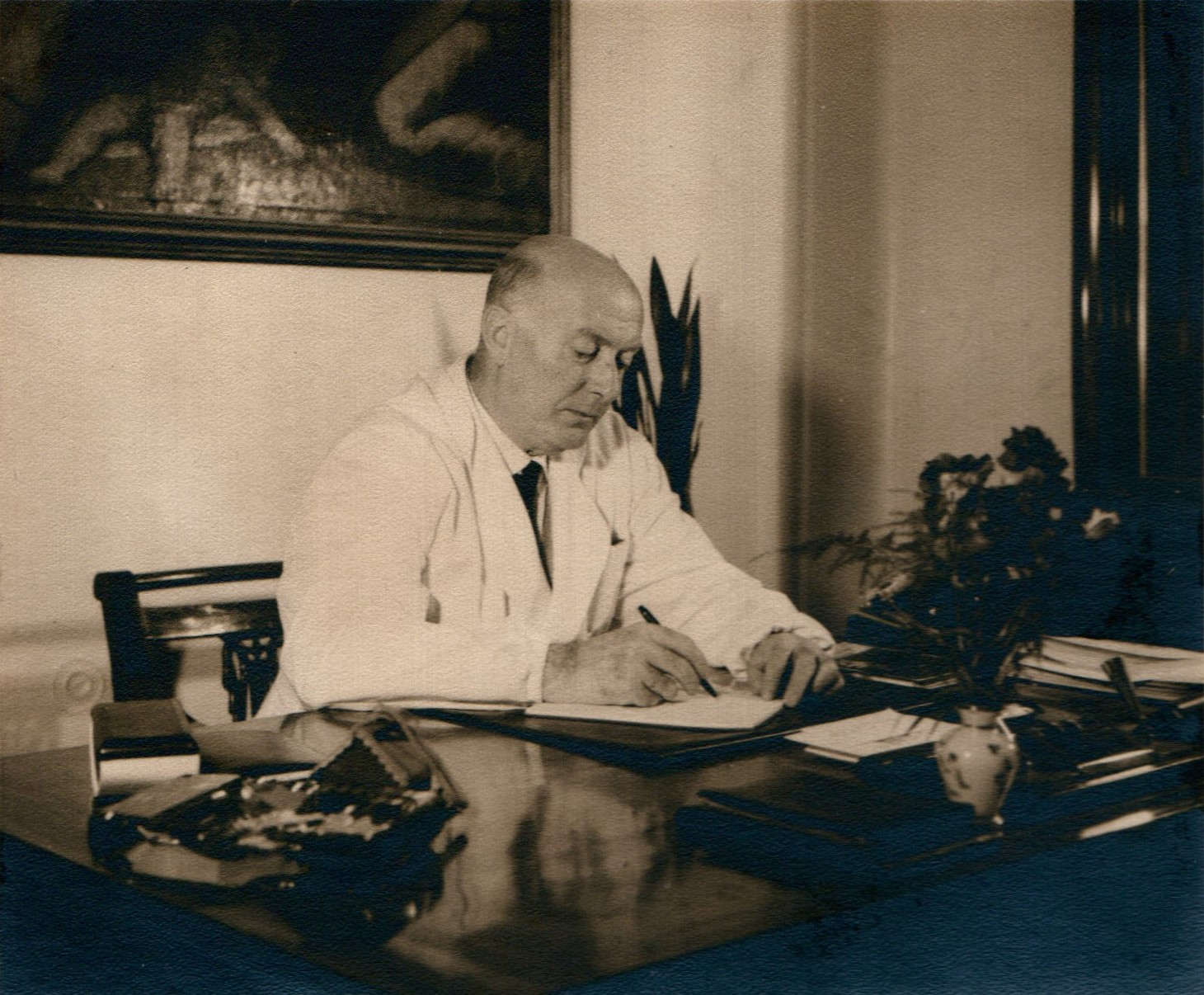
Renzo Pecco alla sua scrivania

Nacque da Matteo e Maria Vigna. Suo padre, chirurgo a sua volta, era stato primo assistente di Attilio Buschi.
Frequentò il liceo classico "Alessandro Volta" di Como. Nel 1917, durante la Prima guerra mondiale, si arruolò volontario diciassettenne in aviazione ed in guerra sopravvisse all'abbattimento del suo velivolo. Conseguì la maturità classica nel 1918.
Nel 1919, a Lecco, vinse il titolo di campione italiano di canottaggio con l'armo della Canottieri Lario, la più prestigiosa società comasca di canottaggio.
Nel 1924 si laureò a pieni voti presso la Facoltà di Medicina e Chirurgia dell'Università degli Studi di Torino e nello stesso anno si iscrisse al corso di perfezionamento in Chirurgia generale presso la Regia Università degli Studi di Padova.
Nel 1925 ebbe inizio la sua carriera medica presso la prestigiosa clinica chirurgica dell'Università degli Studi di Milano, allora diretta dall'insigne chirurgo Mario Donati, fino a diventare aiuto chirurgo di quest'ultimo nel 1935. In questi anni ottenne due libere docenze: una in Patologia speciale chirurgica (nel 1931) presso la clinica chirurgica della Regia Università di Torino, e una in Clinica chirurgica presso la sopracitata clinica chirurgica milanese. Ancora giovane assistente di Donati, fu il primo chirurgo al mondo ad aver correttamente visualizzato i reni e le vie urinarie umane attraverso le allora precarie ma innovative tecniche radiologiche.
Nel 1930 sposò Ida Garrè, nipote di Giovanni Garrè: imprenditore ligure che nel 1890 fornì alla città di Como il suo primo acquedotto.
Nel 1932 venne eletto socio effettivo della Società Piemontese di Chirurgia, e nel 1933 socio ordinario della Società Lombarda di Chirurgia, entrambe fondate dal maestro e collega Mario Donati. 
Negli anni tra il 1932 ed il 1937 diresse provvisoriamente i reparti chirurgici di alcuni importanti ospedali come Bellano, Lodi, Piombino, Vercelli e da ultimo Lecco, nei quali instaurò lunghe e durature amicizie. 
Nel 1937 venne insignito dell'onorificenza di Cavaliere nell'Ordine della Corona d'Italia. 
Rinunciando ad una brillante carriera universitaria, nel 1938 accettò il ruolo di primario della divisione chirurgica del vecchio Ospedale Sant'Anna di Como, localizzato a Camerlata. Subentrò ad Attilio Buschi ed ereditò un reparto nel quale era necessario adeguarsi e forse anticipare i progressi dell'allora moderna chirurgia: introdusse le mascherine chirurgiche, i guanti sterili in gomma dell'americano Halsted (al posto dell'antiquata immersione delle mani in acido fenico), il concetto di équipe chirurgica, che fino ad allora la solitaria figura del chirurgo aveva eclissato, un importante servizio di rianimazione oltre a, per la prima volta, una divisione informale dei reparti, imponendo ai suoi assistenti di specializzarsi e così anticipando le esigenze specialistiche del nuovo millennio. Fu primario del vecchio Ospedale Sant'Anna di Como per ben 32 anni, dal 1938 al 1970.
Dal 1939 diviene presidente della Società Medico Chirurgica della Provincia di Como.
Nel 1940 è nominato Capitano Medico di Complemento.
Durante la Seconda guerra mondiale nascose nei sotterranei dell'Ospedale Sant'Anna pazienti ebrei e falsificò, a suo rischio e pericolo, le cartelle cliniche di quei pazienti ebrei che non potevano essere mossi, affinché non venissero arrestati e probabilmente deportati nei campi di sterminio.
Nel 1942 venne insignito dell'onorificenza di Commendatore nell'Ordine della Corona d'Italia.
Fu presidente del Rotary Club di Como nelle annate 1950-1951 e 1951-1952.
Nel 1964 venne insignito dell'onorificenza di Grande Ufficiale dell'Ordine al Merito della Repubblica Italiana, il più alto degli ordini della Repubblica italiana.
Raggiunti i limiti di età, dopo oltre 25.000 interventi considerando la sola casistica di chirurgia addominale, andò in pensione nel 1970 e morì nel 1975 all'età di 75 anni.

## Pubblicazioni, riconoscimenti e onorificenze
Nel corso della sua lunga carriera pubblicò circa un centinaio di articoli di carattere medico-scientifico, soprattutto durante il periodo della cosiddetta 'Scuola di Donati', riguardanti principalmente operazioni chirurgiche sullo stomaco, sulla colecisti, sui reni e, più in generale, sull'intera regione addominale. La colecistectomia "alla Pecco", descritta in alcuni di questi articoli, venne e viene tuttora molto apprezzata per la sua minima invasività e gli ottimi risultati.
Una lapide murata all'ingresso del padiglione chirurgico del vecchio Ospedale Sant'Anna sito in via Napoleona a Como recita: "Nella divisione chirurgica di quest'ospedale ha operato per oltre trenta anni il Prof. Renzo Pecco, insigne chirurgo comasco, dispensando umanità e salute a tutti i suoi pazienti, maestro di scienza e di vita per tutti i suoi allievi che ne conservano imperituro ricordo".
A suo nome venne istituita la borsa di studio "Renzo Pecco", che per vari anni ha contribuito a premiare meritevoli menti nell'ambito della medicina.
Una via a Como, nel quartiere di Albate, è stata intitola a suo nome.